# Musée historique de l'aviation de Vigna di Valle
Le musée historique de l'aviation à Vigna di Valle, sur le lac de Bracciano (Latium), en Italie centrale est le principal musée de l’aviation italien. Il est exploité par l'Aeronautica Militare.

## Historique
Le musée occupe les structures qui abritaient, jusqu'en 1945, le Centre expérimental pour les hydravions et les armements navals et en suite, le siège d'un escadron du Secours aérien.
Le musée, en plus que les avions et les moteurs qui représentent l'évolution de l'aviation en Italie, contient des collections importantes liées à l’histoire de l’aéronautique tels que des équipements photographiques, des appareils radio, des armes et d’autres équipements.
À la fin du tour du musée on peut voir aussi de nombreux objets et reliques liées à l'aéronautique, la plupart d'entre eux provenant de collections privées.
Une partie du musée est consacrée à l'influence qui l'avion a eu dans les arts visuels comme l'exposition des œuvres des peintres futuristes tels que Annigoni, Giacomo Balla et Tato (école dite de l'Aeropeinture ou de l'Aérofuturisme) .
Parmi les activités qui côtoient le musée il y a celle qui s’occupe de la récupération et de la restauration des avions historiques, en collaboration avec des organismes et associations extérieures, afin de préserver le patrimoine aéronautique national.
Outre les avions, est exposé un des tout premiers hydroptères (aliscafo en Italien) ayant réellement fonctionné, celui de l'inventeur ingénieur Enrico Forlanini.
Le musée est divisé en quatre pavillons: 
- Pavillon Tröster : il accueille le secteur qui va de la naissance de l'aviation jusqu'à la fin de la Première Guerre mondiale, les Hydravions et des avions de la période entre les deux guerres.
- Pavillon Velo : il accueille les  aéronefs de la Seconde Guerre mondiale.
- Pavillon Badoni : il accueille les avions de transport et ceux de l'après-guerre.
- Pavillon Skema : il accueille les avions à réaction et ceux plus récents.

Tous les avions en exposition, à la fois de production italienne ou étrangère, ont opéré dans des périodes différentes dans l'aviation italienne.

## Collections

### Avions à hélices
- Ansaldo AC.2

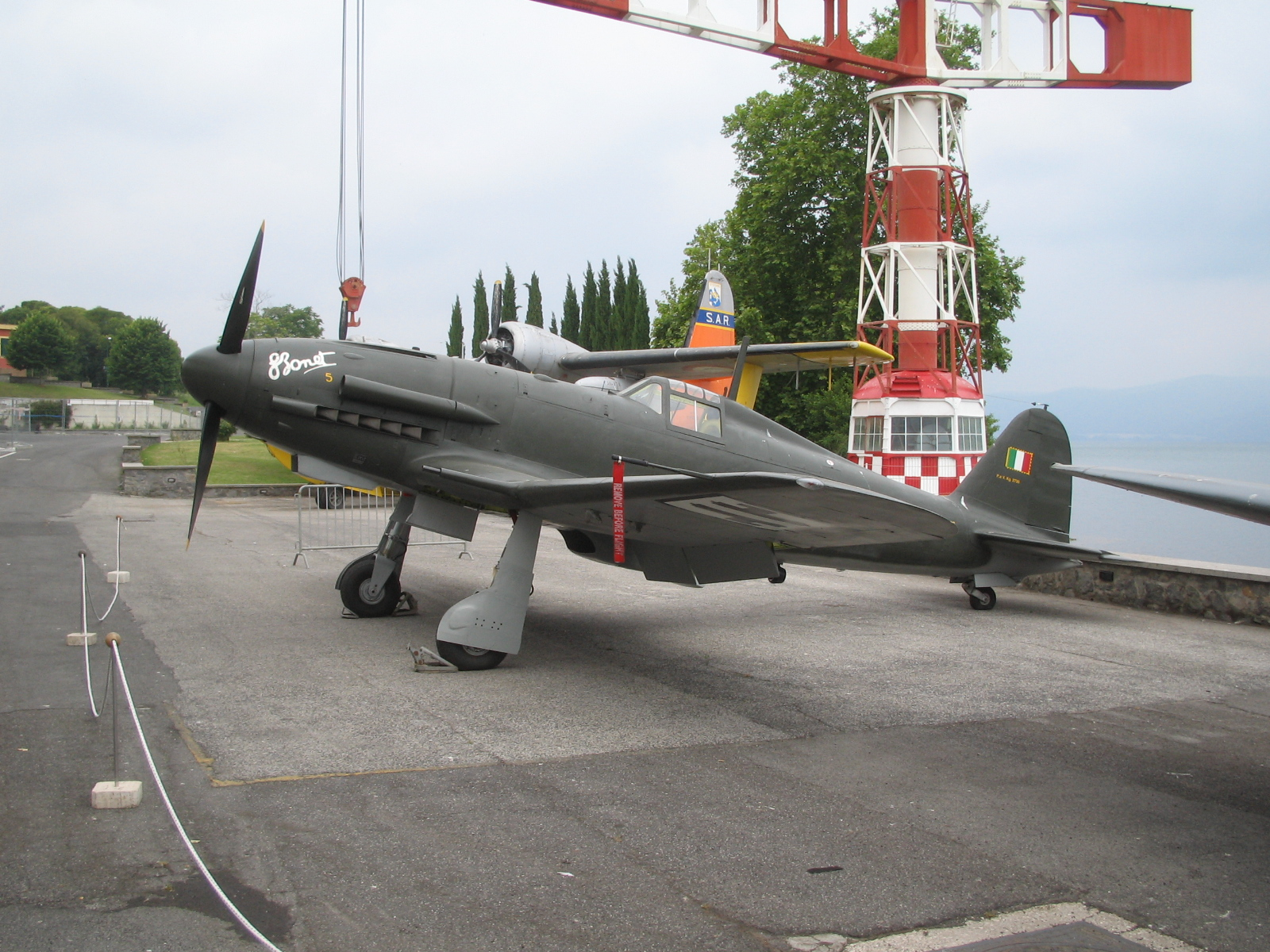
Un Fiat G.55 de l'ANR (avec vue sur le lac de Bracciano)

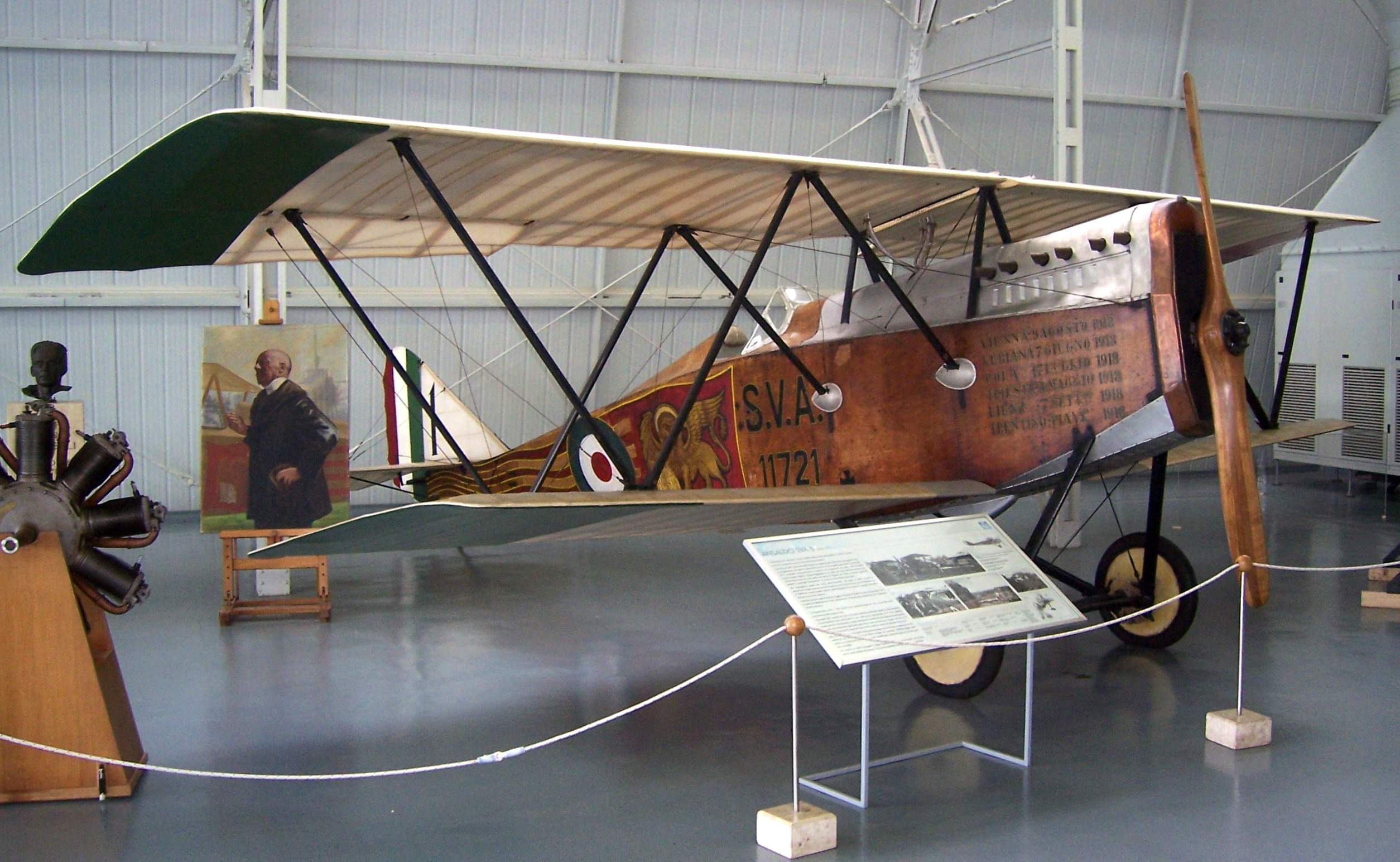
Ansaldo SVA 5

- Ansaldo SVA 5 (utilisé par d'Annunzio pour le premier vol de propagande (lâcher de tracts) sur Vienne durant la 1° guerre mondiale
- Blériot XI
- Caproni CA.3
- Caproni Ca.100
- Cant Z.506S Airone
- Douglas C47A Skytrain
- Fiat C.29
- Fiat CR.32
- Fiat CR.42 Falco
- Fiat G.49
- Fiat G.55
- Fiat G.59 4B
- Fiat G.212
- Fieseler Fi 156
- Grumman HU-16A Albatros
- Grumman S2F-1 Tracker
- IMAM Ro.37 bis
- IMAM Ro.43
- Lohner L
- Macchi M.B.308
- Macchi M.39
- Macchi M.67
- Macchi M.416
- Macchi Castoldi-MC.72
- Macchi-Hanriot HD.1
- Macchi MC.200
- Macchi MC.202
- Macchi MC.205
- Nardi FN.305
- North American P-51D
- North American T-6J
- Piaggio P.166 ML-1
- SAI Ambrosini S.7
- Savoia-Marchetti art.56
- Savoia-Marchetti SM.79
- Savoia-Marchetti SM.82
- SPAD S.VII
- Stinson L-5 Sentinel
- Supermarine Spitfire Mk IX
- Wright n ° 4

### Planeurs
- Libratore Allievo Cantù

### Avions à réaction
- Campini-Caproni C.C.2
- Aerfer Ariete
- Aerfer Sagittario II
- Aermacchi MB-326
- Canadair CL-13 Sabre
- De Havilland DH-113 Vampire NF54
- Fiat G.80-3B
- Fiat G.91 PAN (Frecce Tricolori)
- Fiat G.91 R
- Fiat G.91 T
- Lockheed (Fiat) F-104G Starfighter
- Lockheed RT-33
- North-american (Fiat) F-86K Sabre
- Panavia Tornado F3
- Piaggio PD.808
- Republic F-84F Thunderstreak
- Republic F-84G Thunderjet
- Republic RF-84F Thunderflash (en cours de restauration)
- Saab J 29 Tunnan

### Hélicoptères
- Aer Lualdi L.59
- Agusta Bell AB.204 B
- Agusta Bell AB.47 G2

### Moteurs

#### Moteurs à pistons
- Fiat AS.6
- Alfa Romeo 126 RC.34
- Allison V-1710
- As10C
- Daimler-Benz DB 605
- Fiat A.20
- Fiat A.22T
- Fiat A.54
- Fiat AS.6
- Hispano-Suiza 8
- Isotta Fraschini 12 dB
- Isotta Fraschini Asso 750 RC 35
- Maybach Luftschiffmotor
- Rolls-Royce Merlin
- SPA 6A
- SPA Faccioli
- Wright "type 4"

#### Moteurs à réaction
- Junkers Jumo 004